# Camille Graeser
Camille Louis Graeser, né le 27 février 1892 à Carouge et mort le 21 février 1980 à Wald, est un artiste peintre, architecte d'intérieur, designer et graphiste suisse, représentant de la Zürcher Schule der Konkreten.

## Biographie
Camille Graeser a grandi à Stuttgart où il a terminé un apprentissage de menuiserie et a étudié la construction de meubles et la décoration intérieure avec Bernhard Pankok à la Königlichen Kunstgewerbeschule Möbelbau. En 1915, il travaille comme dessinateur de meubles à Berlin et rencontre Herwarth Walden de la galerie Der Sturm. Deux ans plus tard, il ouvre son propre studio de design d'intérieur et de graphisme publicitaire à Stuttgart et prend des cours de peinture avec Adolf Hölzel.
À Stuttgart, Graeser était principalement actif en tant qu'architecte d'intérieur et designer d'objets du quotidien. En 1918, il a pu présenter ses œuvres pour la première fois dans une exposition personnelle au Kunsthaus Schaller de Stuttgart. Il a également été accepté au Deutsche Werkbund en 1918 et a participé à ses expositions. Il y a notamment présenté des pièces à l'exposition pionnière Die Form ohne Ornament (1924). Graeser a décoré un appartement modèle dans un immeuble conçu par Mies van der Rohe dans le Weißenhofsiedlung à Stuttgart dans le cadre de l'exposition Die Wohnung en 1927.
En 1933, Graeser part pour Zurich. Les premières années en Suisse sont pauvres en production artistique, néanmoins Graeser produit plus de peintures qu'avant. Il y épouse Emmy Rauch, une personnalité du soutien financier des chômeurs. Son activité artistique reprend en 1937 lorsqu'il rejoint le groupe d'artistes allianz. Dès l'année suivante, il participe à presque toutes les expositions de l'Alliance, puis est exposé à nouveau à l'étranger à partir de 1947.
L'Académie d'État des beaux-arts de Stuttgart nomme Camille Graeser membre d'honneur le 8 février 1977 à l'occasion de son 85e anniversaire, en avançant que non seulement la relation étroite du peintre et graphiste à la vie artistique de Stuttgart, mais aussi sa contribution exceptionnelle à l'art concret doivent être reconnues « non seulement la relation étroite du peintre et graphiste à la vie artistique de Stuttgart, mais aussi sa contribution exceptionnelle à l'art concret doivent être reconnues ».
Camille Graeser décède le 21 février 1980 et est enterré au cimetière de Nordheim à Zurich.
Pour gérer son domaine et son héritage, sa veuve crée la Fondation Camille Graeser.

## Œuvres

### Œuvre artistique
En tant qu'artiste, Graeser a développé un expressionnisme abstrait vers 1920 sous l'influence de son professeur Adolf Hölzel. Plus tard, il est passé à un purisme plat et strict, influencé par ses collègues de Stuttgart Oskar Schlemmer et Willi Baumeister. En tant qu'architecte d'intérieur, il a été le principal représentant du Neues Bauen et de Neuen Wohnens dans le Sud de l'Allemagne en 1927. 
Graeser était l'artiste le plus ancien des Zürcher Konkreten. Lorsqu'il parle de son travail, il le fait de manière poétique. En 1943, il passe à une conception strictement constructive. Dans une explication des termes abstrait et concret publié en 1944, il explique que l'abstrait et le concret ne sont pas seulement la « pureté, la loi et l'ordre », il signifie également « le son pictural conçu visuellement, semblable à la musique ». 

### Articles de design d'intérieur
- Möbel und Zeit-Bedürfnis [5]in Innendekoration. Mein Heim, mein Stolz; die gesamte Wohnungskunst in Bild und Wort, volume 35, Stuttgart 1924, p. 326f.
- Ruheraum der Frau[6] in Innendekoration. Mein Heim, mein Stolz; die gesamte Wohnungskunst in Bild und Wort, volume 41, Stuttgart 1930, p. 324-324.

## Expositions
- 1918 : Kunsthaus Schaller, Stuttgart: idées de vie modernistes et dessins non figuratifs
- 1924 : Exposition Werkbund : La forme sans ornement
- 1926 : Musée du commerce d'État de Stuttgart
- 1938 : exposition de l'Alliance à la Kunsthalle Basel
- 1951 : Musique optique, première exposition personnelle en Suisse, Galerie 16, Zurich
- 1955 : Exposition individuelle au Club Bel Etage, Zurich
- 1958 : exposition itinérante d'art non représentatif en Suisse et 29. Biennale de Venise
- 1964 : première rétrospective au Kunsthaus de Zurich, avec Johannes Itten
- 1969 : Participation au 1er Biennale de Nuremberg et à la 10e Bienal de São Paulo
- 1976 : Rétrospective au Westphalian State Museum de Münster et au Düsseldorf Art Museum
- 1977 : documenta 6 à Cassel
- 1979 : Rétrospective avec Max von Moos au Kunsthaus de Zurich et au musée Wilhelm-Hack, Ludwigshafen am Rhein
- 2009 : Camille Graeser, vom Entwurf zum Bild. Ideenskizzen und Entwurfszeichnungen, 1938-1978, Haus Konstruktiv, Zurich puis en 2010 au Museum Ritter à Waldenbuch et à la Städtische Galerie Wolfsburg
- 2015 : Aus der Reihe bewegt. Gravure par Camille Graeser, Museum Kunstpalast, Düsseldorf
- 2016 : Camille Graeser und die Musik, musée des Beaux-Arts d'Argovie, Aarau
- 2019/2020 : Camille Graeser: Vom Werden eines konkreten Künstlers, Haus Konstruktiv, Zurich, organisée par Vera Hausdorff, conservatrice de la Fondation Camille Graeser[7]
- 2020/2021 : Camille Graeser. Devenir concret. Musée des Beaux-Arts de La Chaux-de-Fonds, La Chaux-de-Fonds. Commissariat: David Lemaire et Vera Hausdorff[8]

## Prix
- 1972 : Honneur du crédit culturel du canton de Zurich
- 1975 : prix d'art de la ville de Zurich
- 1977 : membre honoraire de l'Académie nationale des beaux-arts de Stuttgart